# Fekete Tivadar
Fekete Tivadar (Pécs, 1894. november 2. – Segesvár, 1940. november 4.) író, újságíró, műfordító.

## Életútja
Iskoláit szülővárosában végezte, Budapesten elkezdett jogi tanulmányait félbeszakítva újságíró lett. A Pécsi Naplónál (1912–16) és a Szegedi Híradónál (1914) dolgozott, majd Aradon telepedett le, ahol a két világháború között számos erdélyi lap munkatársává vált, köztük a Toll, Zsidó Jövő című folyóiratok munkatársa. Szerkesztette és kiadta a mindössze 8 számot megért Fekete Macska című könnyű fajsúlyú revülapot (1922–23), e lap grafikáit és fejléceit Lóránt-Lassner Sándor rajzolta.

## Munkássága
Írt verseket, tárcanovellákat, operett- és slágerszövegeket, azonban mint műfordító volt a legfoglalkoztatottabb. Bemutatta magyar nyelven a kortárs román költészetet Szerelmes kert című antológiájában (Arad, 1924) és a klasszikus román líra jeles alkotásaival kiegészített kötetben, Klasszikus kert (Kolozsvár, 1930). Ebben a Văcărescu család költő-tagjaitól Anghelig halad végig, a modernekből pedig Blaga, Crainic, Eftimiu, Minulescu költészetét kedveli leginkább.
Nyersfordítás után, csekély nyelvismerettel fordított, saját nyilatkozata szerint inkább "a vers lelké"-nek visszaadására törekedett. Fordításaiban sajátosan keveredik fogékonysága a korszerűség iránt a könnyed szalonirodalmisággal. A hatásvadászó üzleti irodalom csábítása különösen tárcanovelláit tartalmazó kötetén (Genovéva hercegnő bőre. Temesvár, 1923) érezhető, amelyben svájci, olasz és franciaországi úti élményeiből merítve a világvárosok előkelő alvilágának figuráit elevenítette meg. Főleg a szexuális szenzációra építi könnyedséggel megírt történeteit, mintegy minősítve ezzel a sorozatot is, amelyben megjelent (Pán-Könyvtár). Verskötete: Ének két halotti maszkról (Arad, 1925).